# 魔物娘図鑑
『魔物娘図鑑』（まものむすめずかん、英語: Monster Girl Encyclopedia）は、健康クロスが著し、2016年にアメリカ合衆国の出版社セブンシーズ・エンターテインメントによって出版された、「魔物娘」と呼ばれるモンスター娘を主題とした書籍。

## 歴史
本作の著者である健康クロスは2004年から公に活動を開始している。2010年12月31日に開催されたコミックマーケット79にて、サークル「クロビネガ」により同人誌として本作の第1巻が頒布され、メロンブックスやとらのあなで委託販売も行われた。
2015年12月8日、セブンシーズ・エンターテインメントは本作の北米での出版権を取得したことを発表し、2016年9月20日にアメリカとカナダで成人向けに発売されることを告知した。フルカラーで、2016年10月25日に1巻が、2017年9月26日に2巻が発売された。
2021年11月、本作の情報を纏めていたウィキであるMGE Wikiが設置されているFandomの規定が改定され、MGE Wikiが11月24日に削除される予定であることが公表された。『魔物娘図鑑』のファンはこれに抗議し、Fandomの決定を検閲になぞらえた。MGE Wikiの編集者は決定を受け、ホスティングサービスをMirahezeに変えることを計画した。

## 内容
本作は放浪する魔物学者の視点から、ケンタウロス、サキュバス、人魚、スライム、ゴブリン、ワーキャットなどの魔物娘の生態が図鑑形式で記述されている。本作における魔物娘は、人間の男性と交合し、混血の子供を産む。魔物娘は概して性的欲望が強く、人間の男性を誘拐し、性行為を強制することもある。本作は中世的な世界観であり、教団が支配する人間の一団とサキュバスの魔王が戦いを繰り広げている。

## 評価
デイリー・ドットのアナ・ヴァレンスは本作の世界観を「信じられないほど精巧」と呼んだが、「文学的ではない」と述べた。また、魔物娘の性欲が強調される一方で、人間の女性が性的リビドーに欠けているとされていることを批判した。一方で、本作がモンスターを題材としたポルノ作品の創作者に過去10年間にわたってインスピレーションを与える力を持ち、西洋のヘンタイファンにとって非常に影響力のあるシリーズであり続けていると評した。ヴァレンスは、本作を総合して「モンスター娘ポルノの良い部分と悪い部分の縮図」と述べた。
スライムのモンスター娘などは以前はニッチな存在だったが、『魔物娘図鑑』、『もんむす・くえすと！』、『モンスター娘のいる日常』といった作品によってこのジャンルが爆発的な人気を獲得したと考えられている。

## その他
本作の著者である健康クロスは『モンスター娘のいる日常 4コマアンソロジー』第4巻のカバーイラストを担当した。

## 書誌情報
- Monster Girl Encyclopedia（英語）

1. 2016年10月25日発売、ISBN 978-1-626923-61-4
2. 2017年9月26日発売、ISBN 978-1-626926-09-7